# Neon (álbum de Erra)
Neon es el cuarto álbum de estudio de la banda estadounidense de metalcore Erra. Fue lanzado el 10 de agosto de 2018 a través de Sumerian Records y fue producido por Beau Burchell y Taylor Larson. Es el primer álbum de la banda con el bajista Conor Hesse y su último lanzamiento publicado en este sello antes de que la banda firmara con UNFD en 2020.

## Lista de canciones
| N.º | Título             | Duración |  |
| 1.  | «Breach»           | 4:42     |  |
| 2.  | «Monolith»         | 3:57     |  |
| 3.  | «Signal Fire»      | 4:17     |  |
| 4.  | «Valhalla»         | 4:56     |  |
| 5.  | «Hyperreality»     | 3:58     |  |
| 6.  | «Ghost of Nothing» | 4:14     |  |
| 7.  | «Disarray»         | 3:50     |  |
| 8.  | «Expiate»          | 3:33     |  |
| 9.  | «Unify»            | 3:53     |  |
| 10. | «Ultimata»         | 4:56     |  |

## Posicionamiento en lista
| Lista (2018)          | Posición |
| --------------------- | -------- |
| Billboard 200         | 152      |
| US Heatseekers Albums | 1        |

## Personal
Erra
- J.T. Cavey - voz gutural
- Jesse Cash – guitarra, voz limpia
- Sean Price - guitarra
- Conor Hesse - bajo
- Alex Ballew - batería